# Шпиколосы (Шептицкий район)
Шпиколосы (укр. Шпиколоси) — село в Сокальской городской общине Шептицкого района Львовской области Украины.
Население по переписи 2001 года составляло 380 человек. Занимает площадь 1,14 км². Почтовый индекс — 80036. Телефонный код — 3257.